# Dominic Fritz

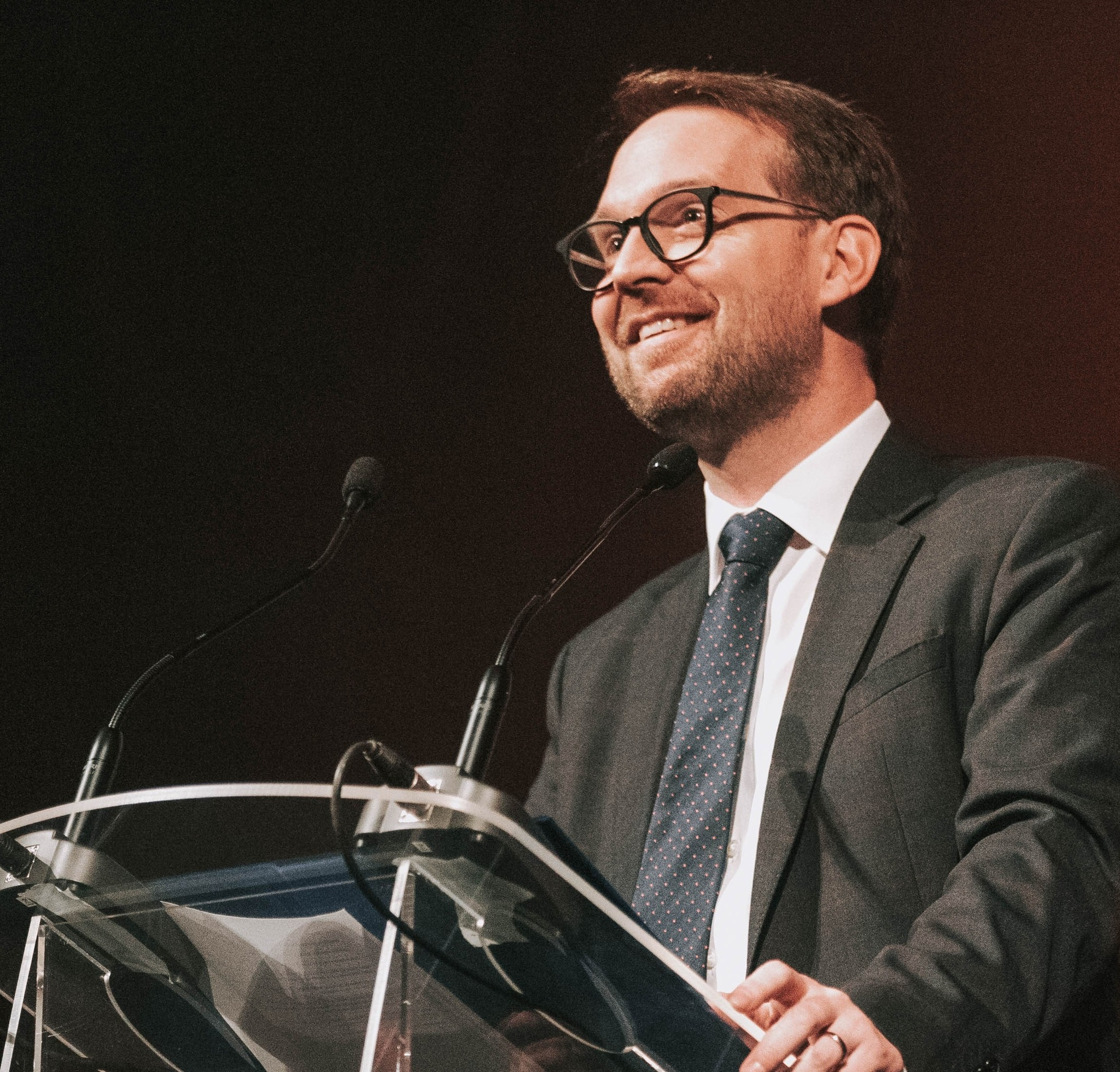
Dominic Fritz (2023)

Dominic Sam Fritz (* 28. Dezember 1983 in Lörrach) ist ein deutscher Staatsbürger und seit 2020 Bürgermeister der rumänischen Stadt Timișoara. Seit 2025 ist er Vorsitzender der liberalen Partei Uniunea Salvați România (USR). Er ist der einzige Bürgermeister in Rumänien, der keine rumänische Staatsbürgerschaft besitzt.

## Ausbildung und Privatleben
Dominic Fritz ist der Sohn des Lehrers, Rektors und Schulamtsdirektors Konrad Fritz und dessen Ehefrau, ebenfalls Lehrerin. Er wuchs als drittes Kind von insgesamt acht Geschwistern in Görwihl im südlichen Schwarzwald auf. Im Alter von 16 Jahren ermöglichte ihm 1999 ein Stipendium des Deutschen Bundestages einen einjährigen Aufenthalt in den Vereinigten Staaten von Amerika. An der Jesuitenschule Kolleg St. Blasien legte er sein Abitur ab. Hier war er mit dem Scheffelpreis für besondere Leistungen im Fach Deutsch ausgezeichnet worden. Darauf studierte er als Stipendiat der Studienstiftung des Deutschen Volkes Politikwissenschaft an der Universität Konstanz, am Institut d’études politiques de Paris sowie an der University of York.
Er spricht Deutsch, Rumänisch, Englisch und Französisch. Seit 2021 ist Fritz mit der UN-Diplomatin Yiran Lin verheiratet. Aus der Verbindung ging im gleichen Jahr eine Tochter hervor. 2024 stellte er einen Antrag zur Erlangung der rumänischen Staatsbürgerschaft.

## Politische Arbeit
Von 2009 bis 2019 engagierte sich Fritz in der Partei Bündnis 90/Die Grünen, in deren Frankfurter Kreisverband er 2011 als Beisitzer im Kreisvorstand gewählt wurde. Hier half er bei der Organisation des Kommunal-Wahlkampfes. 2010 bis 2016 gehörte er dem Rat der Jugend- und Erwachsenenbildungsstätte Burg Rothenfels an. Von 2009 bis 2012 arbeitete er zudem als Berater der Deutschen Gesellschaft für Internationale Zusammenarbeit (GIZ) in internationalen Entwicklungsprojekten und Friedensmissionen in Afrika. Danach war er von 2016 bis 2019 im Amt eines Ministerialrates als Leiter des Büros des deutschen Bundespräsidenten a. D. Horst Köhler im Bundespräsidialamt tätig.
2003 kam Fritz 19-jährig im Rahmen eines Freiwilligen Sozialen Jahrs der Jesuit European Volunteers erstmals nach Timișoara, wo er in einem von dem Salvatorianerpater Berno Rupp geleiteten Waisenhaus arbeitete, dem Mutter-Kind-Haus im Stadtteil Freidorf, das sich um die Betreuung von Waisen und Straßenkindern der Stadt kümmert. Er kehrte 2006 in die Stadt zurück, wo er sich an einem Sozialprogramm für Erwachsene mit geistigen Behinderungen beteiligte. 2021 nahm er, schon als Bürgermeister, an der Hochzeit einiger Waisenkinder teil.

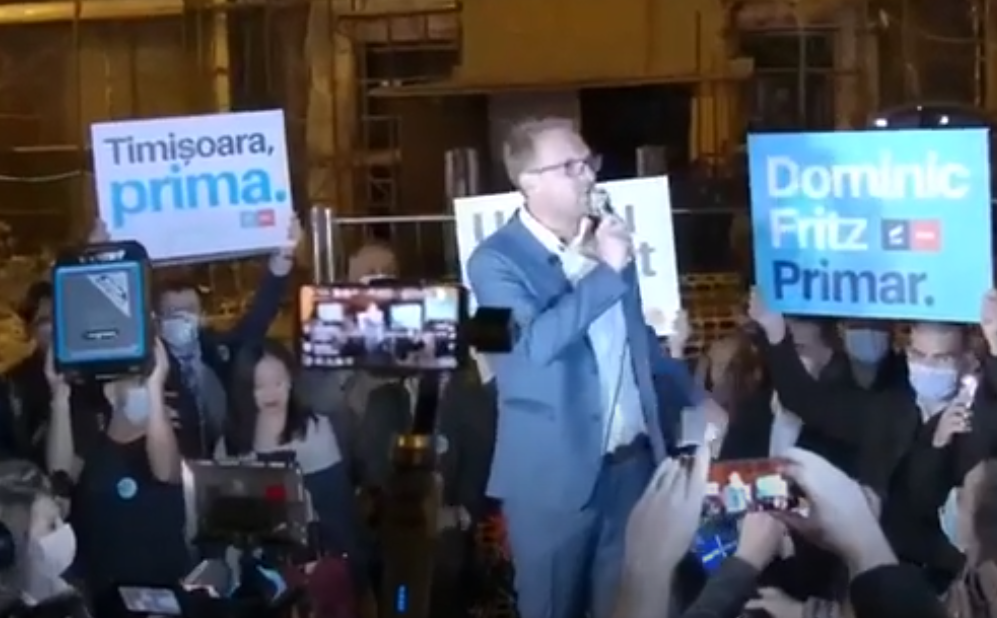
Dominic Fritz vor dem Opernhaus Timișoara am Abend seines Wahlsiegs, 27. September 2020

Nach regelmäßigen Besuchen und vor dem Hintergrund der massiven Anti-Korruptionsproteste in Rumänien im Jahr 2017 schloss er sich der Partei Uniunea Salvați România (USR) an, die ihn als Kandidat für die Wahl zum Amt des Bürgermeisters aufstellte, wofür er 2019 von Berlin nach Timișoara zog. Bei der Wahl am 27. September 2020 gewann Fritz mit 54,8 Prozent der Stimmen gegen Amtsinhaber Nicolae Robu, den Kandidaten der Partidul Național Liberal (PNL), der ein drittes Mandat für das Bürgermeisteramt angestrebt hatte, dafür aber nur 34 Prozent der Stimmen erhielt. Fritz wurde dabei von seiner Partei USR und dem Demokratischen Forum der Deutschen in Rumänien (FDGR/DFDR) unterstützt. Robu, ehemaliger Rektor der Polytechnischen Universität Timișoara, hatte im Vorfeld eine Wahldebatte mit Fritz verweigert und ihn in einer nationalistischen Kampagne „einen fremden Abenteurer“ genannt, der Rumänien als eine zu melkende Kuh betrachte. Es sei eine Frechheit, sich ein öffentliches Amt in Rumänien zu wünschen, ohne dabei die rumänische Staatsbürgerschaft zu besitzen. Dies zeuge davon, dass Fritz die Gemeinschaft Timișoaras verachte. Am 30. Oktober 2020 wurden Fritz und die Stadträte im Capitol-Saal der Banater Philharmonie vereidigt.
Am 28./29. März 2021 rief die extremistische und ultranationalistische Partei Alianța pentru Unirea Românilor (Allianz für die Vereinigung der Rumänen, AUR) zu landesweiten Protesten gegen die Maßnahmen der rumänischen Regierung zur Eindämmung der COVID-19-Pandemie auf. In Timișoara zogen trotz Quarantäne einige hundert Personen durch die Innenstadt und vor das Haus von Dominic Fritz, wo sie unter anderem „Herr Fritz, vergiss nicht, Timișoara ist nicht Auschwitz“ und fremdenfeindliche Parolen skandierten. Fritz meinte hierzu, dass es „[…] keine Freiheit ohne Verantwortung [gibt]. Auch wenn man mit den Entscheidungen der Regierung nicht einverstanden ist, ist das noch lange kein Grund, die Regeln zu brechen und mitten in der Nacht eine ganze Stadt zu terrorisieren.“
Am 17. Januar 2022 stürmten AUR-Angehörige und Angehörige der rumänischen Neonazi-Gruppierung Noua Dreaptă (Neue Rechte) das Rathaus von Timișoara und skandierten Parolen gegen den Bürgermeister. Die Aktion stieß auf Empörung in weiten Teilen Rumäniens. Die Bürgermeister von 23 rumänischen Städten unterzeichneten eine Solidaritätserklärung für Fritz und forderten vom Staat, härter gegen derartige Randalierer vorzugehen.
Im Juni 2024 wurde er als Bürgermeister wiedergewählt.
Am 21. Juni 2025 wurde Fritz auf einem Parteitag zum Parteivorsitzenden der USR gewählt. Zuvor hatte er sich in einem Mitgliedervotum durchgesetzt.

## Kulturelles Engagement
Fritz, der Cello und Klavier spielt, hatte Auftritte mit verschiedenen Orchestern. Zudem sang er in Chören, dirigierte mehrere Ensembles, komponierte Chormusik und veröffentlichte zwei CDs mit eigenen Kompositionen. 2005 initiierte er das Timişoara Gospel Project, in dem er mit Dutzenden von Laien- und Profisängern gemeinsam singt. Die Erlöse der jährlichen Veranstaltungen des Chors gehen an das Haus der Göttlichen Barmherzigkeit, ein Hospiz für Palliativkrankenpflege der Caritas Timișoara. Seit Juni 2012 ist er Präsident der TGP Cultural Association. Für sein Kulturengagement wurde er 2014 im Rathaus von Timișoara mit dem Exzellenzdiplom der Stadt ausgezeichnet. Im Rahmen der Veranstaltung Timotion trug er mit über 1000 Menschen im April 2019 dreistimmig das Lied Lean on Me auf der Piața Victoriei der Stadt vor.